# Chiesa di Santa Rosalia (Benetutti)
La chiesa di Santa Rosalia è un edificio religioso situato a Benetutti, centro abitato della Sardegna centrale. Consacrata al culto cattolico, fa parte della parrocchia di Sant'Elena, diocesi di Ozieri. Questa e quella di Cagliari sono le uniche due chiese dell'isola ad essere dedite a questa santa. Precedentemente era la seconda parrocchia del comune.